# Castillo de Rochechouart
El castillo de Rochechouart (en francés: château de Rochechouart) es un castillo francés de origen medieval situado aguas arriba de la confluencia de los ríos Graine y Vayres, en el Limousin histórico, hoy departamento de Alto Vienne (región de Nueva Aquitania). Originalmente construido en el siglo XII, también incluye partes del siglo XV y ha sido muy reformado en el siglo XIX. La dinastía de los vizcondes de Rochechouart fue la propietaria desde la creación del castillo hasta su venta al estado francés en el siglo XIX. El castillo Rochechouart alberga ahora el museo departamental de arte contemporáneo de Rochechouart.

## El château

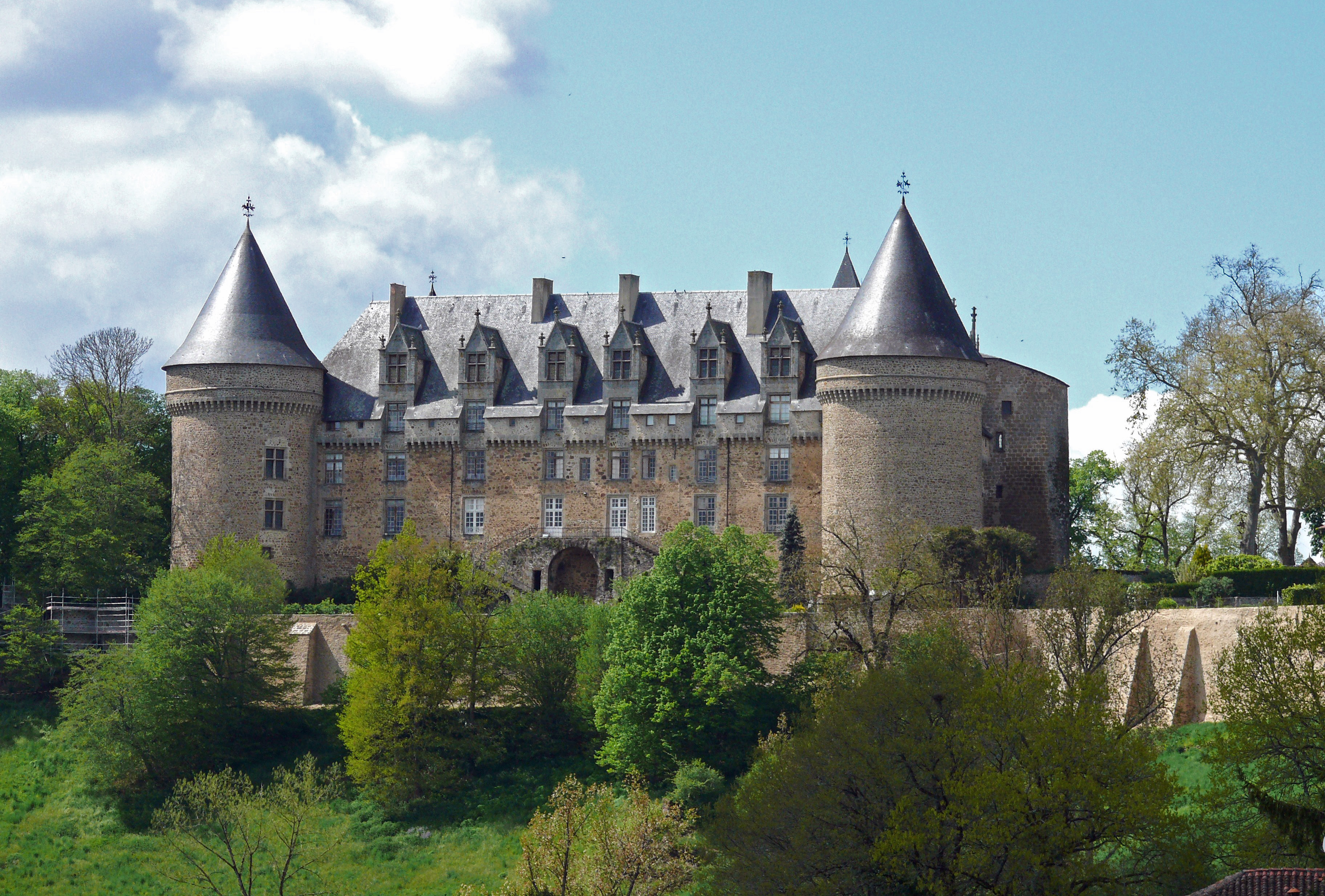
El castillo visto desde el valle

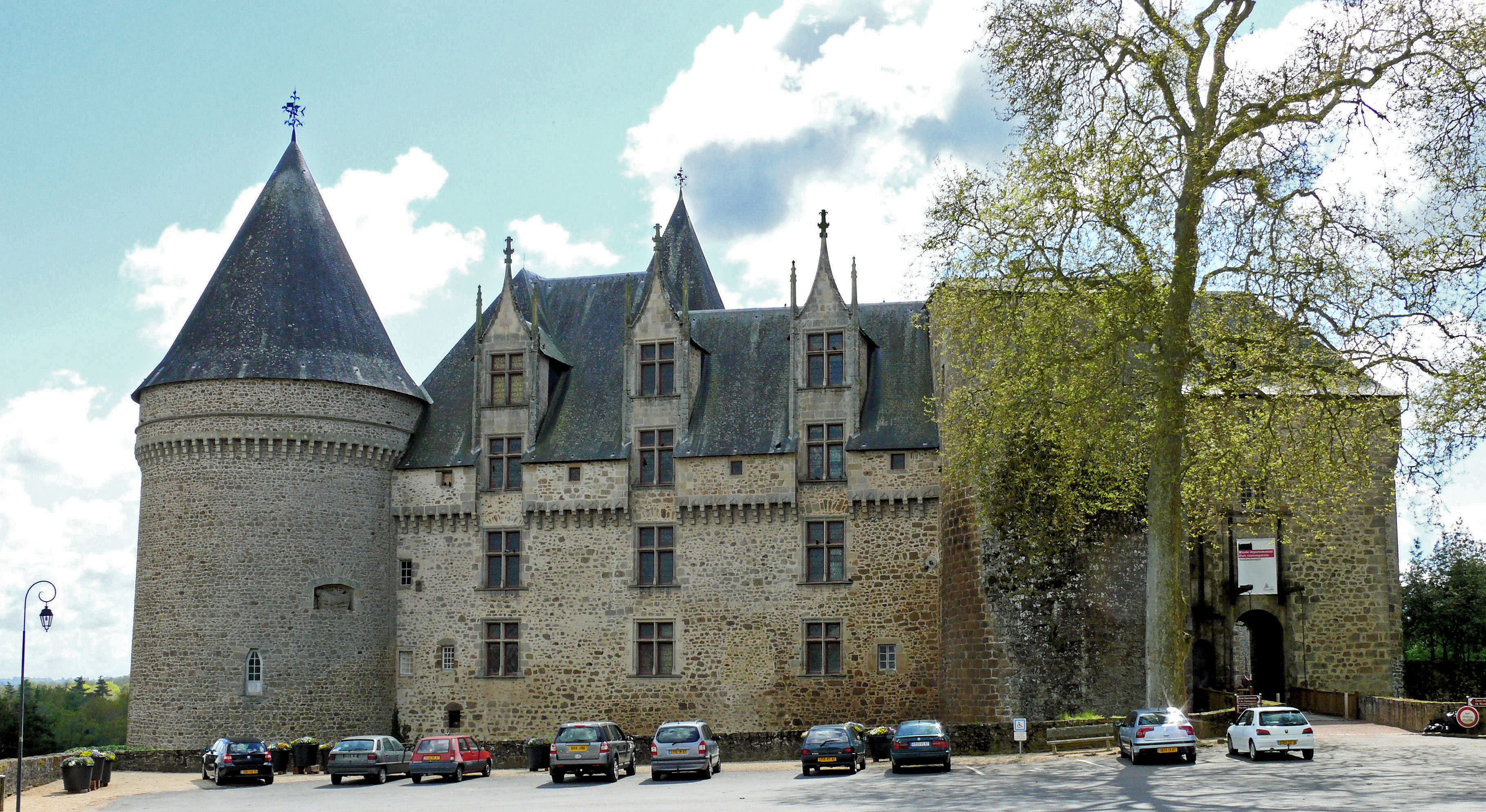
El castillo visto desde la plaza del ayuntamiento

La historia del castillo comienza alrededor del año 1000 con la fortificación por los vizcondes de Limoges de un espolón rocoso que domina el Graine. El castillo, cuya torre del homenaje data del siglo XII, y la mayoría del edificio del siglo XV, se encuentra por encima de la confluencia del Graines y Vayres (afluentes del Vienne, en la cuenca del Loira) en la ciudad de Rochechouart. Hasta 1470, la castellanía era el feudo de una rama más joven de los vizcondes de Limoges. De la antigua fortaleza solo queda el châtelet de entrada con puente levadizo que conserva una de lastorres del siglo XIII.
A mediados del siglo XVIII, el interior del castillo está deteriorado (pisos, ventanas) y la familia vizcondal vivía en el château des Bâtiments, a pocos kilómetros de este. El feliz matrimonio, en 1757, de François-Louis de Rochechouart (hijo de François Bertrand, baron des Bâtiments y vizconde de Rochechouart fallecido en 1742), con Marie-Victoire Boucher, hija y heredera de un rico tesorero general de las colonias, permitió restaurar el castillo.
Durante la Revolución, se trató de demoler el castillo. Los revolucionarios solo lograron demoler la cima de las dos torres que enmarcan la fachada suroriental. El castillo albergará una prisión en 1793. El castillo fue comprado por el departamento en 1836, durante el reinado de Luis Felipe. Se emprendió su restauración de manera idéntica.
Entre 1858 y 1859, el inicio de las campañas de restauración fue liderado por el servicio de los Monumentos históricos para instalar en el castillo la subprefectura y el ayuntamiento, bajo el reinado de Napoleón III.
Durante el período de entreguerras, el patio del castillo albergó un cañón de 77 alemán, donado por el gobierno francés en reconocimiento del sacrificio de los rochechouartesess que murieron durante la guerra en 1914-1918.
A principios de 1980, las salas del castillo sirven como escenario para varios eventos, uno de los más prestigiosos de los cuales es la exposición «Hugo y la Francia de su tiempo», con la participación de hugofilos (Luc Bérimont, Henri Guillemin, René Journet, Pierre Seghers...), por el Centro Artístico y Literario Rochechouart dirigido por Raymond Leclerc.
Hoy en día, alberga desde 1985 el museo de arte contemporáneo de Rochechouart donde se pueden admirar los fondos de Raoul Hausmann, artista dadaísta, y obras de artistas internacionales desde los años 1960 hasta el presente, como Giuseppe Penone, Richard Long, Christian Boltanski o Tony Cragg.
También se puede visitar la sala de caza que alberga frescos policromados del comienzo del siglo XVI, representando una caza de ciervos, y la sala de Hércules decorada con murales en grisalla de mitad del siglo XVI. En el patio principal, se puede admirar la galería con columnas retorcidas.
Desde 2015, las fachadas del castillo han sido objeto de una profunda restauración.

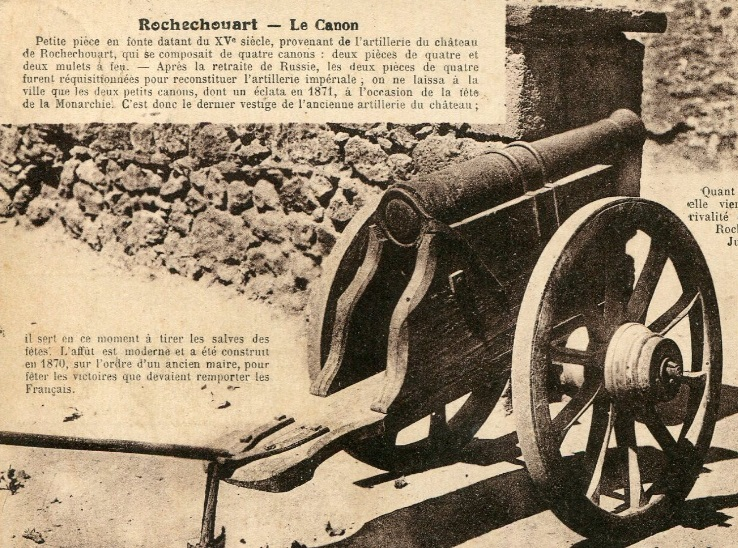
Cañón de artillería del castillo

La municipalidad conserva un pequeño cañón, un vestigio de la artillería del castillo y que se utilizaba para disparar salvas en ocasiones especiales, y que le dio a Rochechouart el sobrenombre de «Cité du canon» ('Ciudad del Cañón'). El arma dataría del siglo XV y sería una de las cuatro piezas de artillería que se le proporcionó al castillo a principios del siglo XIX. Dos piezas sirvieron para reconstituir la artillería imperial después de la retirada de Rusia. De las dos piezas restantes, una estalló disparando las salvas de honor durante el siglo XIX. El último cañón estaba equipado con un moderno mirador en 1870, para celebrar las futuras victorias francesas. Ya no sirve hoy por su fragilidad.

Vistas del patio
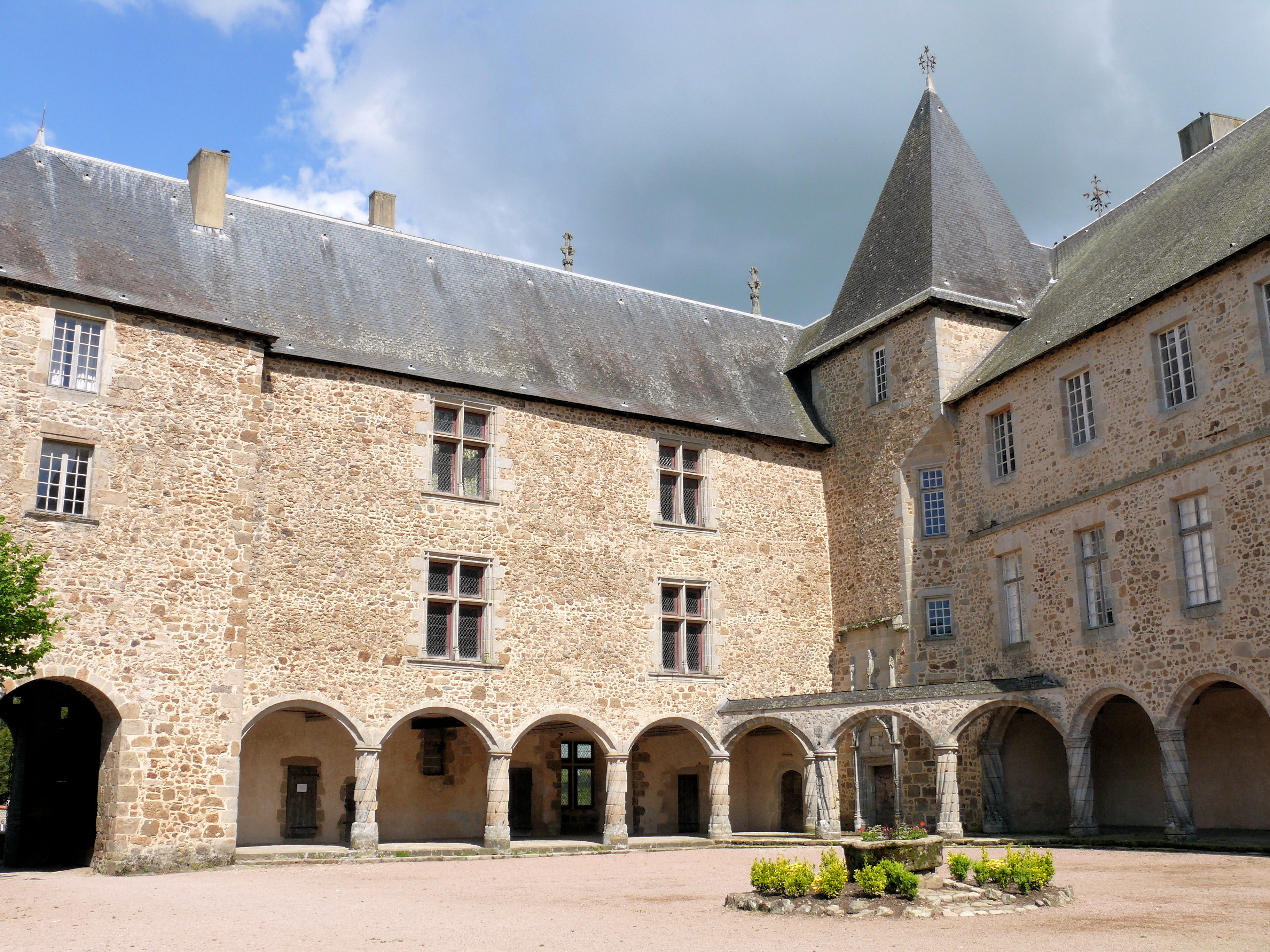
Patio del castillo
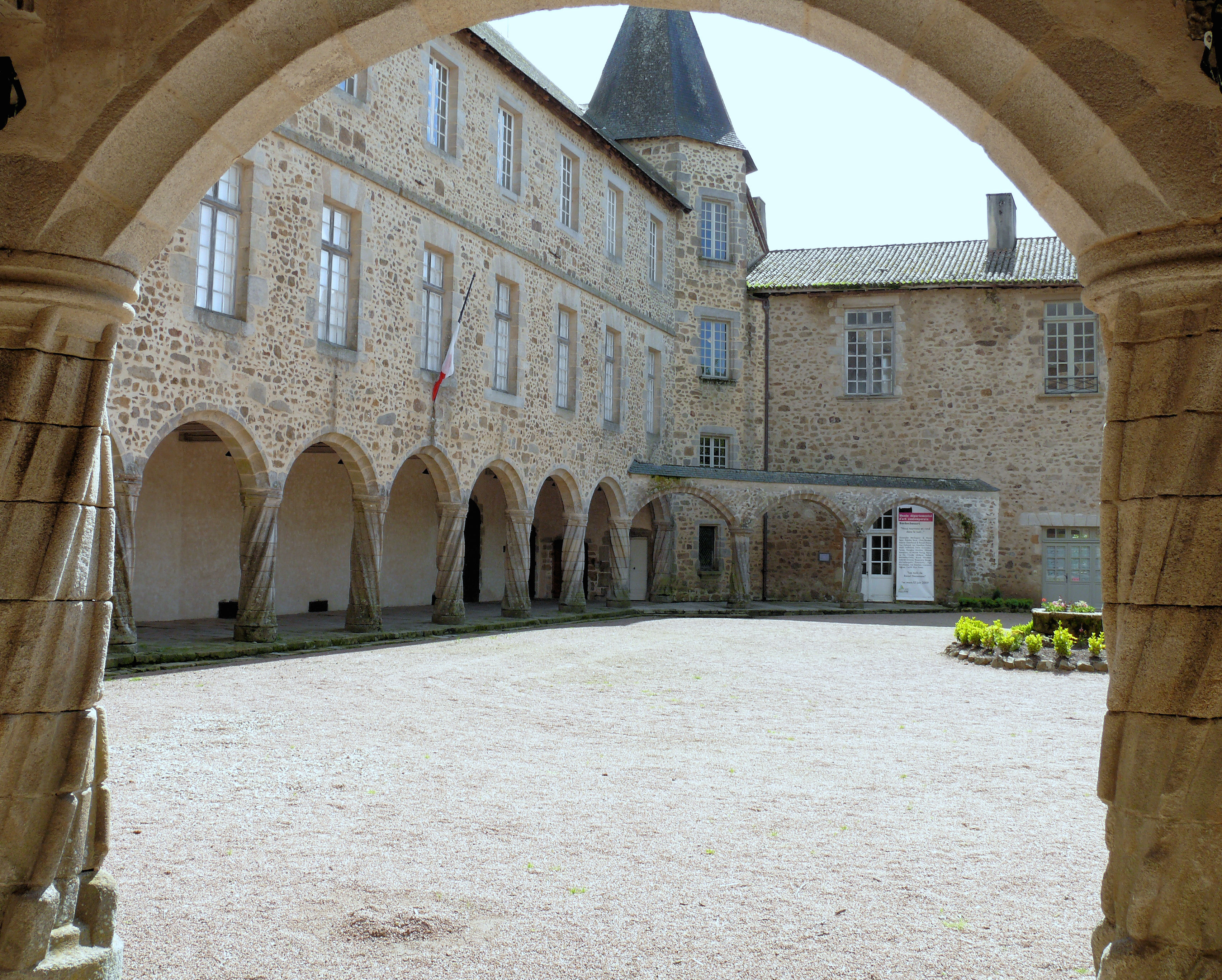
Arcada
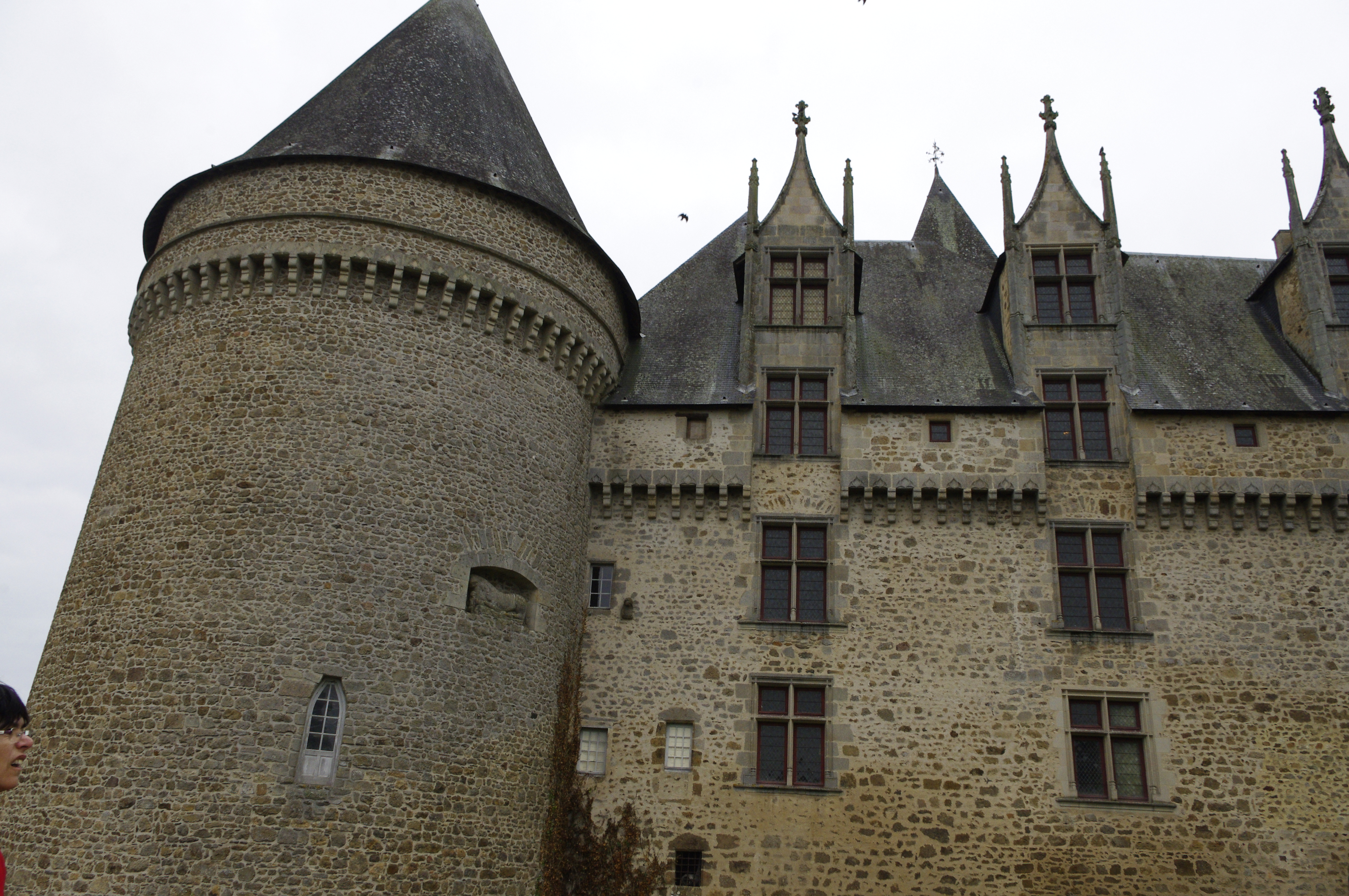
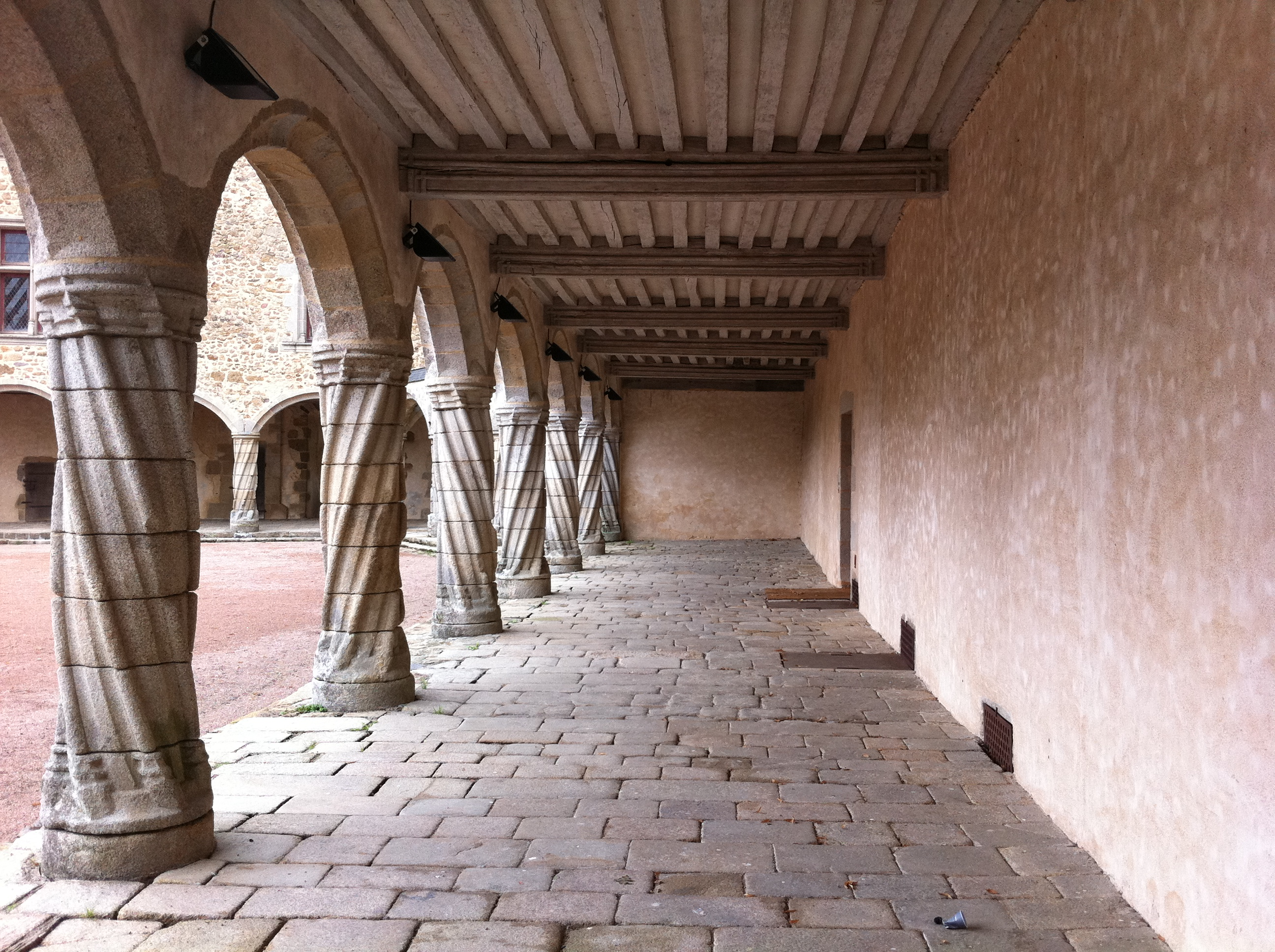
Columnas torneadas

## Arquitectura
El châtelet de entrada con puente levadizo con una de sus torres del siglo XIII es la única parte que sobrevive de la antigua fortaleza. Después de la Guerra de los Cien Años, el castillo fue reconstruido siguiendo una planta pentagonal. El corps de logis presenta grandes tramos de huecos coronados con buhardillas pasantes y la galería del patio está sobre columnas de fuste moldeado en trenzas.
La torre noroeste, ahora arrasada, era la torre principal.

Detalles
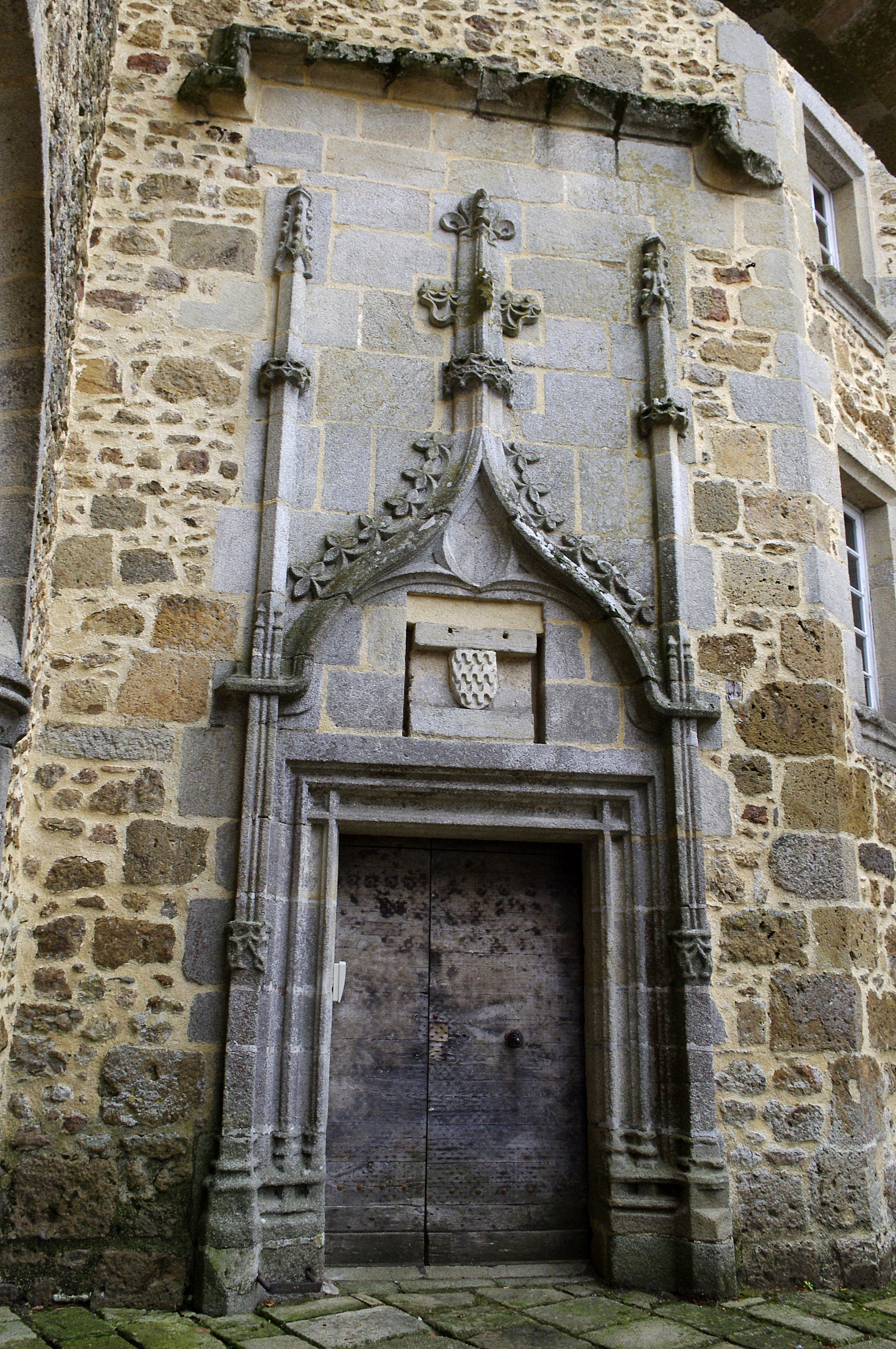
Puerta exterior
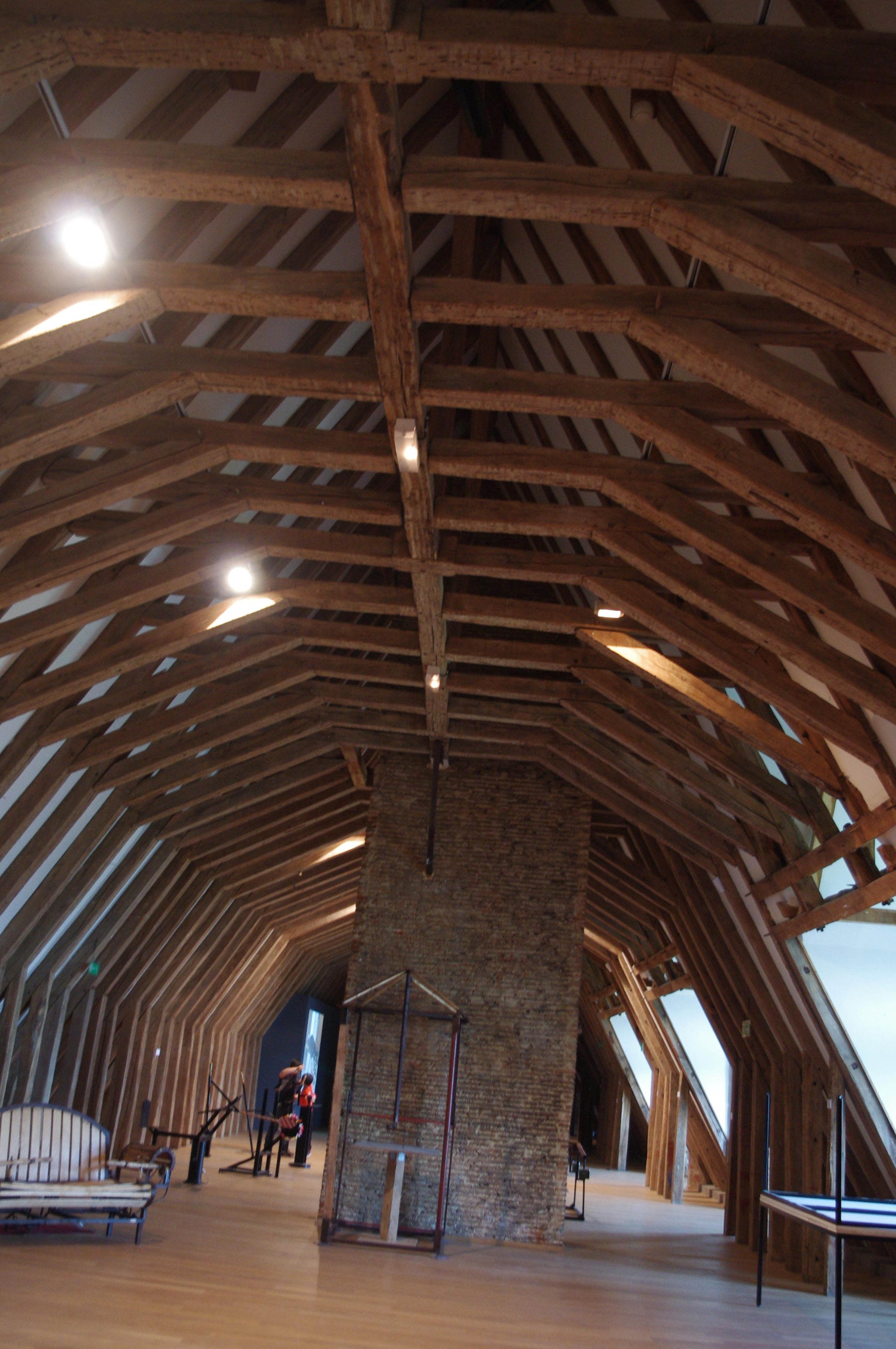
Interior: el granero
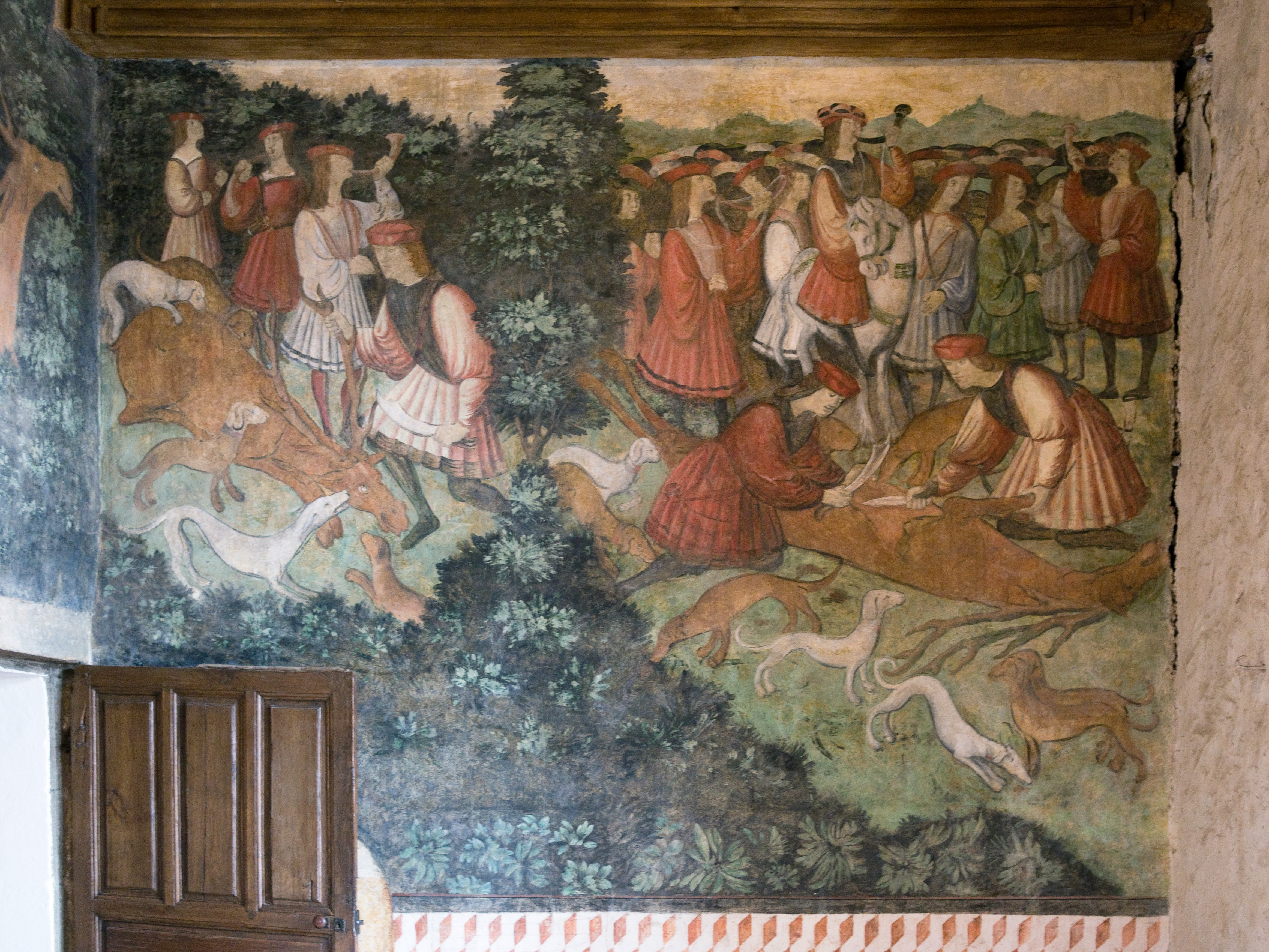
Mural Rochechouart

## El museo de arte contemporáneo de Rochechouart

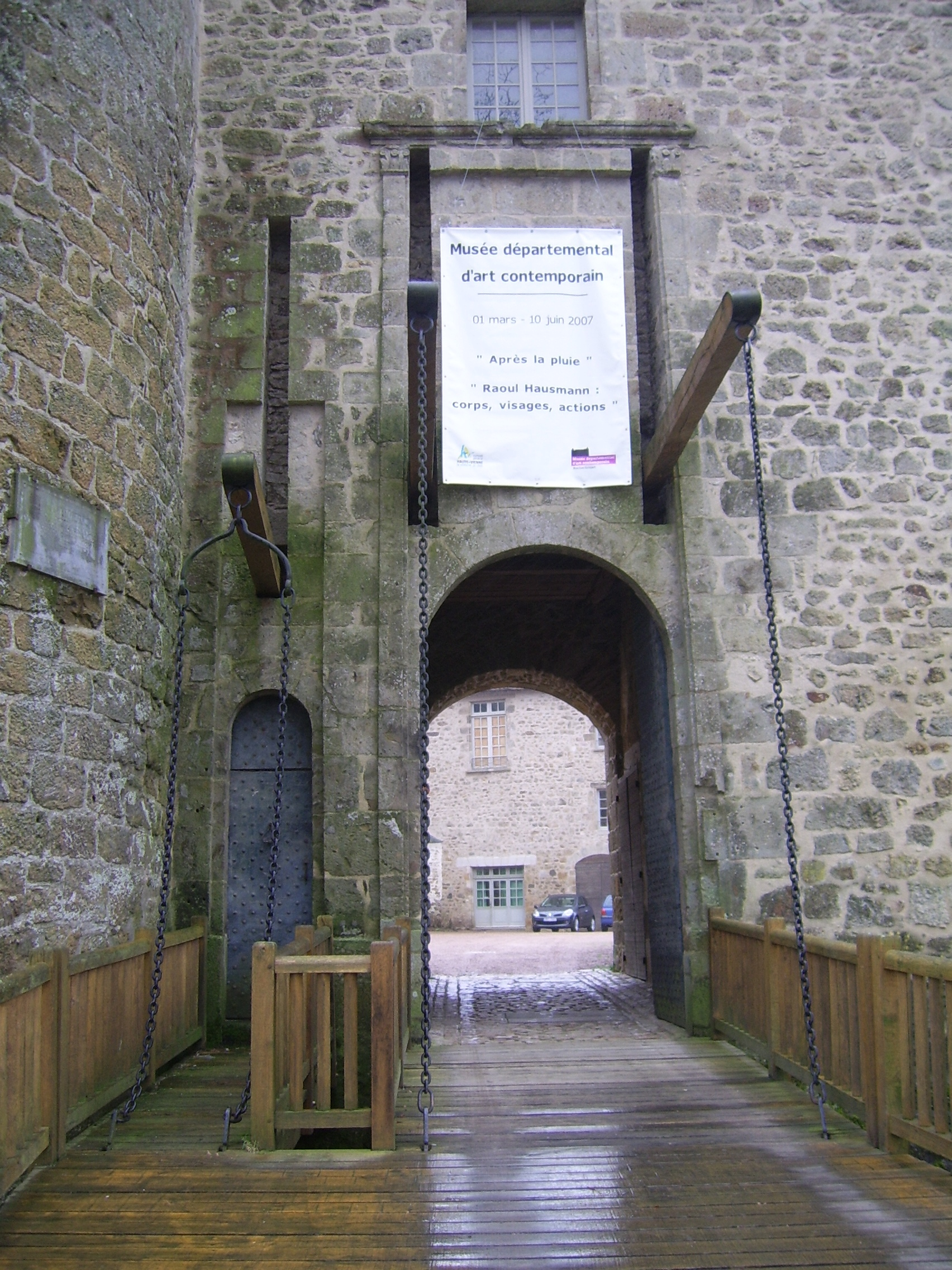
Entrada del museo de arte contemporáneo

Column (2001), obra de Tony Cragg

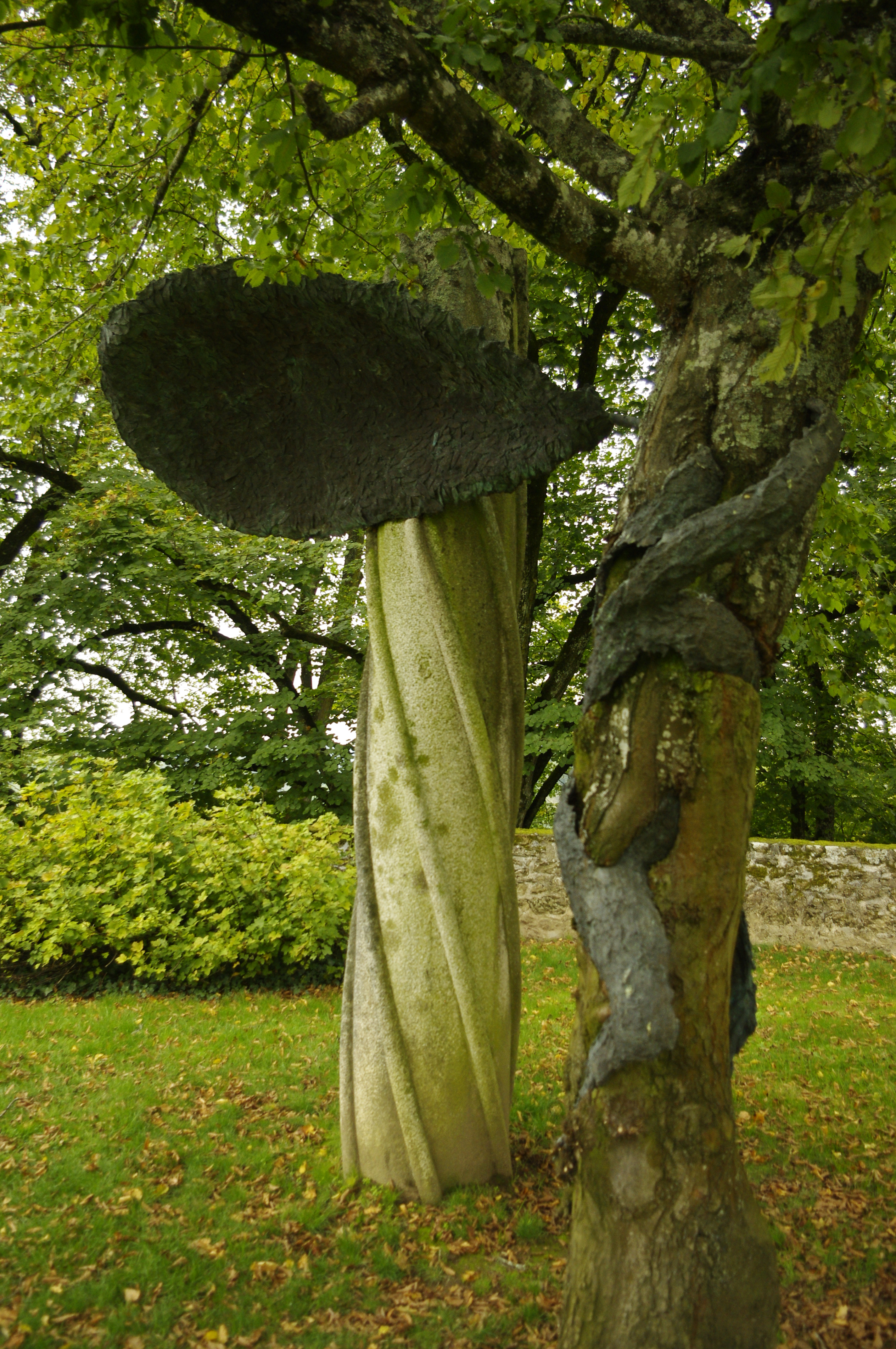
Escultura en el jardín

El museo departamental de arte contemporáneo está instalado en el castillo. Fue inaugurado en 1985 por el Consejo General de Haute-Vienne y es reconocido como museo de Francia.

## Patrimonio natural
Las cavidades y roquedos ubicados al pie del castillo han sido objeto de una clasificación como ZNIEFF (Zone naturelle d'intérêt écologique, faunistique et floristique) (que se extiende sobre más de siete hectáreas), por el abrigo que constituyen para algunas especies de murciélagos.

### Los vizcondes de Rochechouart
Los vizcondes de Rochechouart han gobernado 800 años en el castillo. Eran vasallos del conde de Poitiers. Se pueden mencionar entre ellos:
- Aymeric I Ostofranc, hijo del vizconde de Limoges, Géraud, que vivió alrededor de 990, es el ancestro de la dinastía..
- Aymeric IV participó en la primera cruzada junto a Godefroy de Bouillon.
- Aymeric VI 1170-1230 fue quien hizo construir el castillo actual, del cual quedan el donjon y el châtelet de entrada. De él se sabe la siguiente leyenda: en 1205, su esposa Alix que había sido acusada de adulterio por el intendente del castillo, la hizo encerrar en la jaula de un león en la torre este del castillo, pero el animal no la devoró y se acostó a sus pies. Por lo tanto, ella era inocente y el intendenttomó su lugar con el león que no tardó en devorarlo.
- Aymeric IX participó en 1283 en la expedición de Reino de Aragón, junto con el rey de Francia Philippe le Hardi.
- Simon y Jean pelearon en Flandes en 1304 y 1328 junto con los reyes de Francia, Felipe el Hermoso y Felipe VI de Valois. En 1346, el vizconde Jean I participó en la batalla de Crécy. Fue asesinado diez años después, en la batalla de Poitiers, defendiendo al rey Juan el Bueno.
- El castillo fue un foco de resistencia a los ingleses durante la Guerra de los Cien Años con Luis, chambelán del rey Carlos V, compañero de armas de Bertrand Du Guesclin, después su hijo Jean II y su nieto Geoffroy fue compañero de Juana de Arco.
- El vizconde Foucaud (1440-1472) fue consejero del rey Luis XI.
- El vizconde Jean de Rochechouart-Ponville hizo restaurar el castillo en estilo renacentista.
- Francisco, hijo de Juan, hizo decorar la sala de caza. Fue condenado al exilio por el asesinato de Pierre Bermondet.
- Claude, su hijo, izo decorar la sala de Hércules. Fue un camarada de armas del condestable de Montmorency, y fue herido y hecho prisionero en la batalla de San Quintín en 1557.
- Françoise-Athenaïs de Rochechouart, más conocida bajo el nombre de madame de Montespan, fue la favorita de Luis XIV.
- Bajo el Terreur, la vizcondesa Marie-Victoire fue arrestada y encarcelada en París, donde fue guillotinada en 1794.
- El general Louis-Victor-Léon de Rochechouart (1788-1858) participó durante las guerras napoleónicas en las campañas de Rusia, Alemania y Francia, en especial en la batalla del Berézina. Era entonces mariscal de campo del rey Luis XVIII y gobernador de París (1814-1821). En 1825 compró el castillo de Rochechouart, que revendió en 1836 en el departamento de Haute-Vienne, y sus dependencias a la ciudad. Autor de un notable libro sobre su familia.

### La leyenda de Alix y el león
El vizconde Aimery VII de Rochechouart es, junto con su esposa Alix, el protagonista de una leyenda conocida como «Alix y el león», relatada por el abateDuléry: Alix era una mujer excepcionalmente bella y adornada con gran virtud. El intendente del castillo concibió una pasión violenta por la vizcondesa, que rechazó sus intenciones. Para vengarse, se quejó al vizconde invirtiendo los papeles. Loco de rabia, Aimery hizo que Alix fuera arrojada a un calabozo donde se encerraba a un león, que se le había ofrecido durante su expedición a las Cruzadas. Unos días más tarde, exploró la pieza. Alix estaba viva, y el león estaba durmiendo a su lado. No se necesitó más para convencer a Aimery de la inocencia de su esposa. El vizconde hizo entonces encerrar al intendente, que fue devorado sin esperar por el león hambriento.

### El caso de la mano cortada
En 1470, Anne, única hija de Foucaud de Rochechouart, se casó con Jean de Pontville, chambelán de Carlos de Francia, duque de Guyenne y hermano de Luis XI. El vizconde Rochechouart dejó entonces la familia Rochechouart (que subsistió con los señores de Bourdet y los señores de Chandenier). En 1512, su hijo François hizo asesinar a Pierre Bermondet, señor de Boucheron y de Saint-Laurent-sur-Gorre, cuyas tierras codiciaba. Se siguió un proceso resonante que arruinó a los Pontville. Por decisión de la justicia real, el donjon fue arrasado y las bosques de maderas altas cortados. François escapó a la justicia pero su familia debió construir un monumento funerario para la víctima, en Panazol. De esta simple historia sórdida nació poco a poco la siguiente leyenda:

Cuando François de Pontville salió a cazar, un amigo, Bermondet de Cromieres, lo habría visitado en el castillo de Rochechouart. El hombre, conocido por sus hermosas manos, habría sido recibido por la vizcondesa, y luego habría regresado, habiendo esperado mucho tiempo por el vizconde.
 A su regreso, la vizcondesa le habría advertido a este último de la visita de Bermondet, mientras elogiaba sus modales elegantes y sus hermosas manos. Pontville, de carácter celoso e impulsivo, se habría ido apresuradamente con algunos hombres en busca de su amigo. Al verlo, los caballeros se habrían abalanzado sobre el hombre que venía a saludarlos, y lo habrían matado con dagas. Pontville luego cortó una mano de la víctima, la puso en una caja y regresó al castillo y se la ofreció a su esposa, diciendo: «Señora, aquí está el objeto de su idolatría. ¡Esta es la hermosa mano del marqués de Cromières!» El parlamento de París, enterado del caso, habría condenados a muerte a Francois de Pontville y sus cómplices.
François de Pontville étant parti chasser, un ami, Bermondet de Cromières, serait venu lui rendre visite au château de Rochechouart. L'homme, réputé pour ses belles mains, aurait été reçu par la vicomtesse, puis s'en serait retourné, après avoir longuement attendu le vicomte.
À son retour, la vicomtesse aurait prévenu ce dernier de la visite de Bermondet, tout en louant ses manières élégantes et ses belles mains. Pontville, d'un caractère jaloux et impulsif, serait parti précipitamment avec quelques hommes à la poursuite de son ami. À sa vue, les cavaliers auraient fondu sur l'homme qui venait les saluer, et l'auraient tué à coups de poignards. Pontville aurait alors coupé une main de la victime, l'aurait mis dans une boîte et de retour au château, l'aurait offert à sa femme en lui disant : « Madame, voici l'objet de votre idolâtrie. C'est la belle main du marquis de Cromières ! » Le parlement de Paris, saisi de l'affaire, François de Pontville et ses complices auraient été condamnés à mort.